# 배구 (547년)
배구(裴矩, 547년 ~ 627년)는 중국 수나라의 정치가로, 자(字)는 홍대(弘大)이며 하동군(河東郡) 문희현(聞喜縣) 사람이다. 북제(北齊), 북주(北周), 수隋), 당(唐)의 4왕조에서 7명의 군주를 섬겼으며, 정치를 함에 있어서 청렴하여 청백리로 이름이 높았다. 저서로는 《서역도기((西域圖記)》 3권 등이 있다. 아버지는 북제의 太子舍人(태자사인) 裴讷之(배눌지)이다.

## 생애
수나라 왕조 제일의 서역통으로 알려졌으며, 소위(蘇威), 우문술(宇文述), 배온(裴蘊), 우세기(虞世基) 등과 나란히 ＜오귀(五貴)＞로 일컬어졌던 명신(名臣)이었다. 북제·북주를 섬기고 수나라에서 이부시랑(吏部侍郞)으로 배구는 양제(煬帝)의 명을 받아 장액(張掖)으로 가서 서역각국과의 무역을 담당했다. 605년부터 610년에 걸쳐 통상차 허시로 왕래하고 있었던 서방상인들을 설득하여 수도에서 중앙정부와 직접 거래를 하게 하고 변경무역을 수도무역으로 전환시키는 한편, 서역각국의 정치, 경제, 문화, 교통등에 대한 대량의 정보 등 그들로부터 들은 여러 사정에 바탕을 두고 《서역도기(西域圖記)》를 편찬하여 양제에게 바쳤다. 양제는 노고에 크게 기뻐하여 상을 내리고, 황문시랑(黃門侍郞)으로 승진시켰으며, 서북 지역과 서역의 나라들을 관리하는 업무를 그에게 맡겼다. 이후 배구는 서역의 27개국 군주들을 설득하여 진주와 옥, 비단, 가무와 분향으로 도로 변에서 황제를 배알토록 하였으며 은청광록대부(銀青光祿大夫)에 올랐다. 그리고 한편으로는 고구려의 정벌을 강요하였다. 607년 고구려는 돌궐의 조공에 대한 답사(答使)를 보냈는데, 양제는 고구려 사신을 불러보았다. 배구가 양제를 꾀어 말하기를 
| “ | “고구려의 땅은 거의 한사군(漢四郡)의 땅인데 중국이 이를 차지하지 못하는 것은 수치입니다. 선제가 일찍이 고구려를 토멸하려 하셨으나, 양양(楊諒)의 재능이 없어서 성공하지 못하였는데, 전하께서 어찌 이를 잊으시겠습니까?” | ” |

라고 하였다. 그러자 양제는 고구려의 사신을 보고 말하였다. 
| “ | “만일 고구려 왕이 입조(入朝)하지 않으면 짐이 마땅히 출순(出巡)할 것이다.” | ” |

하고 을러댔다. 또한 배구는 《동번풍속기(東藩風俗記)》 30권을 지어 양제에게 올렸는데 그 가운데 평양의 가려(佳麗)함과 개골산(金剛山)의 영수(靈秀)함을 격찬하여 순수를 좋아하는 양제의 동침(東侵)할 욕심을 더욱 부채질하여 명분없는 군사를 일으켜서 동양 미증유의 대전을 벌이기에 이르렀다. 그러나 수나라는 고구려와의 전쟁에서 대패하였으며, 수나라 멸망의 원인을 제공하기도 했다. 618년 수나라가 멸망하고 당나라가 들어선 후에도 중용되었으며, 예문류취(藝文類聚)의 편찬 작업에도 참여하였다. 당나라에서의 벼슬은 전중시어사(殿中侍御史)에서 민부상서(民部尙書)까지 이르렀다. 627년 사망하자 경(敬)이라는 시호를 받았다.
《서역도기(西域圖記)》: 풍부한 글과 그림을 바탕으로 서역도기는 실크로드에서 중요 관문인 돈황(敦煌)에서 세 개의 길로 갈라지는 노선과 주변 정보를 담고 있다. 그중에 중도(中道)와 남도(南道)가 역사상 유명한 실크로드이다. 또 책에서는 서역 등 44개 국가의 정치, 경제, 문화, 민족, 역대 중국과의 관계 등 구체적인 내용을 소개하고 있으며 각국의 복식, 국왕, 백성들에 대한 자세한 그림도 첨부했다. 서역도기는 중국의 수, 당시기 서북지역 사회상황을 연구하는데 중요한 학술적 가치가 있다.

## 배구를 연기한 배우
TV 드라마
- 배구(裴矩) : 박윤배 - 《연개소문》 (2006년) SBS 드라마